# Biblioteca d'Autors Valencians
La Biblioteca d'Autors Valencians és una col·lecció de llibres que publica la Institució Alfons el Magnànim des del 1981, i que té per finalitat la divulgació d'obres literàries d'autors valencians de totes les èpoques. Des del seu inici se n'encomanà la direcció a Joan Fuster, i a la mort d'aquest el 1992 va ser continuada per Eduard J. Verger fins que el 1997, en ser dissolta la Institució Valenciana d'Estudis i Investigació (IVEI) pel govern del Partit Popular, i reconstituïda la Institució Alfons el Magnànim com a dependència de la Diputació Provincial, passà a dirigir-la Ricardo Bellveser. En el transcurs de la seua existència, la col·lecció es veié afectada pels canvis d'orientació de la política cultural segons els partits que controlaven la institució editora, sobretot en l'aspecte lingüístic: concebuda al principi com un vehicle de recuperació de la producció literària en valencià, mantingué aquesta funció en el període 1985-1997 com a publicació de la IVEI, i a partir d'aquest any acollí indistintament obres d'autors valencians tant en valencià com en castellà. Des del 2017 començà una nova etapa sota la direcció d'Enric Sòria, recuperant el seu propòsit inicial i incorporant també traduccions al valencià d'obres escrites en altres llengües.

## Títols publicats

### 1981-1997
- 1. Jaume Roig, Espill (edició i pròleg de Vicent Escrivà), 1981
- 2. Ernest Martínez Ferrando, Narracions (pròleg de Josep Piera), 1981
- 3. Carles Salvador, Poesia (edició i pròleg de Ricard Blasco), 1981
- 4. Pere Antoni Beuter, Crònica (edició i pròleg d'Enric Iborra), 1982
- 5. Taula de Lletres Valencianes (Selecció de textos) (edició i pròleg de Josep Iborra), 1982
- 6. Pere Joan Porcar, Dietari, 1589-1628 (edició i pròleg de Ferran Garcia Garcia), 1983
- 7. Eduard López-Chavarri, Proses de viatge (edició i pròleg de Francesc Pérez i Moragon), 1983
- 8. Antologia dels poetes valencians, I. Del segle xiv al xviii (introducció i selecció d'Eduard J. Verger), 1983
- 9. Lluís Bernat, Caciquisme roig i altres narracions (pròleg de Joan Fuster i edició de Víctor Gómez), 1984
- 10. Antologia dels poetes valencians, II. El segle XIX (introducció i selecció d'Eduard J. Verger), 1984
- 11. Nostra Novel·la. Antologia (edició i pròleg de Francesc Pérez Moragón), 1985
- 12. Sor Isabel de Villena, Vita Christi (edició i pròleg de Lluïsa Parra), 1986
- 13. Teatre del Renaixement i de la Decadència (edició i pròleg d'Enric Iborra), 1987
- 14. Francesc Almela i Vives, Obra poètica (edició i pròleg de Josep Ballester), 1987
- 15. Antologia dels poetes valencians, III. El segle xx, primera part (introducció i selecció d'Eduard J. Verger), 1988
- 16. Melcior Miralles, Dietari del capellà d'Alfons el Magnànim (edició i pròleg de Vicent Josep Escartí), 1988
- 17. Jaume Gassull, Obra religiosa (introducció i edició de Rosanna Cantavella i Salvador Jàfer), 1989
- 18. Juli Just, Blasco Ibáñez i València (introducció i edició de Francesc Pérez Moragón), 1990
- 19. Miquel Duran de València, Obra poètica (introducció i edició de Carme Gregori), 1990
- 20. Maria Beneyto, La dona forta (introducció de Josep Ballester), 1990
- 21. Emili Gómez Nadal, Articles (1930-1939). El País Valencià i els altres (introducció i edició de Manuel Aznar Soler i Francesc Pérez Moragon), 1990
- 22. Joan Valls, Antologia poètica (introducció d'Emili Rodríguez-Bernabeu), 1991
- 23-25. Joanot Martorell, Tirant lo Blanc (edició de Víctor Gómez), 3 vols., 1990
- 26. Ernest Martínez Ferrando, Històries i fantasies (introducció i edició de Vicent Alonso), 1992
- 27. Teatre dramàtic de començaments del segle XX (introducció i edició de Remei Miralles i Josep Lluís Sirera), 1992
- 28. Faust Hernández Casajuana, Teatre (introducció i edició de Josep Lluís i Rodolf Sirera), 1993
- 29. Joan Fuster, Figures de temps (pròleg de Josep Iborra), 1993
- 30. Maria Ibars, L'últim serf (introducció i edició de Carles Mulet), 1993
- 31. Ausiàs March, Poesies (introducció i edició de Vicent Josep Escartí), 1993
- 32. Pere Jacint Morlà, Poesies i col·loquis (introducció i edició d'Antoni Ferrando i Francès), 1995
- 33. Jordi de Sant Jordi, Obra poètica (introducció i edició de Rafael Roca Ricart), 1994
- 34. Teodor Llorente, Poesia (introducció i edició de Vicent Simbor), 1996
- 35. Josep Pascual Tirado, De la meua garbera. Contalles de Castelló de la Plana (introducció i edició de Vicent Soriano Tortajada), 1996
- 36. Col·loquis eròtico-burlescos del segle XVIII (introducció i edició de Joaquim Martí Mestre), 1996
- 37. Àngel Sánchez Gozalbo, Bolangera de dimonis (introducció i edició de Manuel Garcia Grau), 1996
- 38. Maria Beneyto, Poesia (1952-1993) (introducció de Lluís Alpera), 1997

### 1998-2015
Dels vint-i-quatre títols publicats en aquesta etapa, les obres totalment o parcialment en català foren les següents:
- 41. Ramon Muntaner, Crònica (introducció i edició de Vicent Josep Escartí), 1999
- 44. Carles Salvador, Papers de premsa (introducció i edició de Vicent Simbor), 2000
- 45. Melcior Miralles, Dietari del capellà d'Alfons el Magnànim (introducció, selecció i transcripció de Vicent Josep Escartí), 2001
- 47. Josep Esplugues i Revert, Memòries d'un capellà del segle XVIII (introducció i transcripció d'Emili Casanova), 2002
- 50. Pere Esteve i Puig, Escrits valencians (edició i pròleg de Vicent Josep Escartí), 2005
- 52. Constantí Llombart, Lo darrer agermanat (edició de Vicent Josep Escartí), 2006
- 55. Lluís del Milà, El cortesano (introducció i edició de Vicent Josep Escartí), 2010
- 57. Ausiàs March, Cants de mort - Chants de mort (estudi i traducció de Dominique de Courcelles), 2011
- 59. Joan Roís de Corella, Psalteri (edició crítica de Josep Lluís Martos), 2014
- 61. Manuel Millás, Sainets valencians (1871-1891) (introducció i edició de Jaime Millás), 2014
- 62. Carles Gassulla d'Ursino, Poesia festiva (introducció i edició de Vicent Josep Escartí), 2015

### 2017-...
- 63. Artur Perucho, Ícar o la impotència (edició de Josep Palomero), 2017
- 64. Joan Lluís Vives, Diàlegs (traducció de Josep Pin i Soler, edició de Francesc J. Hernández), 2017
- 65. Joanot Martorell, Tirant lo Blanc (introducció i edició de Víctor Labrado), 2018
- 66. Antologia de poetes valencians, I. Del segle xiv al XIX (introducció i selecció d'Eduard J. Verger), 2018
- 67. Pere Antoni Beuter, Crònica. Primera part de la Història de València (introducció i edició d'Enric Iborra), 2018
- 68. Víctor Iranzo, Antologia (introducció i edició de Carles Fenollosa), 2019
- 69. Ernest Martínez Ferrando, Obra narrativa completa (introducció i edició de Vicent Alonso), 2021
- 70. Jaume Roig, Espill (introducció i edició d'Anna Isabel Peirats), 2021
- 71. Rafael Ferrer i Bigné, Escrits valencians (introducció i edició de Rafael Roca Ricart), 2023
- 72. Maria Ibars, L'últim serf (introducció i edició de Carles Mulet), 2024
- 73. Ausiàs March, Poesies (introducció i edició de Vicent Josep Escartí), 2025